# Malato deidrogenasi (decarbossilante)
La malato deidrogenasi decarbossilante, chiamato anche enzima malico, è un enzima appartenente alla classe delle ossidoreduttasi, che catalizza la decarbossilazione ossidativa seguente:
(S)-malato + NAD+ ⇄ piruvato + CO2 + NADH
La reazione è reversibile, sebbene l'equilibrio risulti molto spostato verso i prodotti.
Esistono numerose isoforme di malato deidrogenasi, che variano in base al substrato e al coenzima utilizzato. Questa forma in particolare è stata rinvenuta solo nelle piante, soprattutto all'interno dei mitocondri (in quantità molto minori anche nel citosol e nei cloroplasti). è in grado di utilizzare come cofattore sia NAD+ che NADP+, pur mostrando maggiore affinità per il primo, e non è in grado di legare, e quindi di decarbossilare, l'ossaloacetato.
Similmente alle altre isoforme, questo enzima necessita di uno ione bivalente come Mg2+, Co2+ o Mn2+ per poter funzionare.